# Войковский (Оренбургская область)
Войковский  — посёлок в Сорочинском городском округе Оренбургской области России.

## География
Находится в западной части региона, в пределах возвышенности Общий Сырт, в степной зоне, между рекой Осьмая (с востока)  и региональной автотрассы 53К-1401000 (с западной стороны).

## История
В 1966 г. Указом Президиума ВС РСФСР посёлок центральной усадьбы совхоза имени Войкова переименован в Войковский.
До 2015 года посёлок возглавлял Войковский сельсовет Сорочинского района. После упразднения обоих муниципальных образований посёлок в составе Сорочинского городского округа.

## Население
| 2010 |
| ---- |
| 712  |

### Национальный состав
Согласно результатам переписи 2002 года, в национальной структуре населения русские составляли 89 % из 858 человек.

## Инфраструктура
Основа экономики — сельское хозяйство. Действует школа, Детский сад «Ветерок», дом культуры, Войковская врачебная амбулатория.

## Транспорт
Остановка общественного транспорта «Войковский».